# Francisco Rabal
Francisco Rabal Valera (n. 8 martie 1926, Águilas⁠(d), Regiunea Murcia, Spania – d. 29 august 2001, Mérignac, Aquitaine, Franța), mai cunoscut sub numele de Paco Rabal, a fost un actor, regizor și scenarist spaniol.

## Viața și cariera
S-a născut în Águilas, un oraș mic din provincia Murcia, Spania. În 1936, după izbucnirea Războiului Civil din Spania, Rabal și familia lui au plecat din Murcia și s-au mutat la Madrid. Tânărul Francisco a trebuit să lucreze ca vânzător stradal și într-o fabrică de ciocolată. Când avea 13 ani, a renunțat la școală pentru a lucra ca electrician la Estudios Chamartín.
Rabal a apărut sporadic ca figurant în câteva spectacole teatrale. Dámaso Alonso și alte persoane l-au sfătuit să-și încerce norocul urmând o carieră în teatru.
În următorii ani, el a obținut câteva roluri oferite de companiile teatrale Lope de Vega sau María Guerrero. A cunoscut-o acolo pe actrița Asunción Balaguer; ei s-au căsătorit și au rămas împreună pentru restul vieții lui Rabal. Fiica lor, Teresa Rabal, este, de asemenea, actriță.
În 1947 Rabal a obținut câteva roluri stabile în teatru. El folosea numele lui complet, Francisco Rabal, ca nume de scenă. Cu toate acestea, oamenii care l-au cunoscut l-au numit întotdeauna Paco Rabal. (Paco este o formă familiară pentru Francisco.) „Paco Rabal” a devenit neoficial numele lui de scenă.
În cursul anilor 1940 Rabal a început să joace în filme mai întâi ca figurant, apoi, în 1950, a obținut primul rol în care rostea replici, și a interpretat roluri de bandiți și de amorezi. A jucat în trei filme regizate de Luis Buñuel - Nazarín (1959), Viridiana (1961) și Belle de jour (1967).
William Friedkin s-a gândit la Rabal pentru rolul antagonistului francez din filmul Filiera (1971). Cu toate acestea, el nu și-a putut aminti numele „acelui actor spaniol”. Membrii echipei sale au angajat din greșeală un alt actor spaniol, Fernando Rey. Friedkin a aflat că Rabal nu vorbea nici limba engleză și nici limba franceză, așa că a decis să-l păstreze pe Rey. Rabal jucase anterior, alături de Rey, în Viridiana. Rabal a colaborat, cu toate acestea, mai târziu cu Friedkin, în filmul clasic cult cu mult mai puțin succes, dar nominalizat la Premiul Oscar, Sorcerer (1977), un remake al filmului francez Salariul groazei (1953).
De-a lungul carierei sale, Rabal a lucrat în Franța, Italia și Mexic cu regizori precum Gillo Pontecorvo, Michelangelo Antonioni, Luchino Visconti, Valerio Zurlini, Jacques Rivette, Alberto Lattuada și Silvano Agosti.
Criticii de film consideră că cele mai bune interpretări ale lui Rabal au fost realizate după moartea lui Francisco Franco în 1975. În anii 1980 Rabal a jucat în Los santos inocentes, câștigând premiul pentru cel mai bun actor la Festivalul Internațional de Film de la Cannes, în El Disputado Voto del Señor Cayo și, de asemenea, în serialul de televiziune Juncal. În 1989 a fost membru al juriului la cel de-al 39-lea festival internațional de film de la Berlin. În anul 1999 l-a interpretat pe pictorul Francisco Goya în filmul Goya en Burdeos al lui Carlos Saura, câștigând Premiul Goya ca cel mai bun actor.
Francisco Rabal este singurul actor spaniol care a primit titlul de doctor honoris causa al Universității din Murcia.
Ultimul film în care a apărut Rabal a fost Dagon regizat de Stuart Gordon. Filmul, care a fost lansat în 2001, după moartea actorului, i-a fost dedicat. Dedicația, care apare înainte de distribuția din final, conține următorul text: „Dedicat lui Francisco Rabal, un minunat actor și o chiar mai bună ființă umană”.
Rabal a murit în 2001 din cauza unui emfizem compensator, în timp ce se afla într-un avion cu care călătorea la Bordeaux, revenind în Europa după primirea unui premiu la Festivalul Mondial de Film de la Montreal.

## Filmografie selectivă
- 1942 La rueda de la vida
- 1946 Risipitoarea (La prodiga), regia R. Gil
- 1950 Luna de sangre
- 1950 Prestigiul încuietorii (La honradez de la cerradura), regia L. Escobar
- 1951 María morena
- 1951 Doubt
- 1952 The Song of Sister Maria
- 1953 E un drum la dreapta (Hay un camino a la derecha), regia Francisco Rovira Beleta
- 1953 I Was a Parish Priest
- 1954 La pícara molinera
- 1954 He Died Fifteen Years Ago
- 1954 Judas' Kiss
- 1954 All Is Possible in Granada
- 1955 Historias de la radio
- 1955 Revelation
- 1955 The Cock Crow
- 1956 The Big Lie
- 1957 Pescarii din arhipelag (La grande strada azzurra), regia Gillo Pontecorvo și Maleno Malenotti
- 1957 Amanecer en Puerta Oscura
- 1957 Marisa la civetta
- 1958 Omul cu pantaloni scurți (L'uomo dai calzoni corti), regia Glauco Pellegrini
- 1958 Nazarín
- 1958 Night and Dawn
- 1958 Los clarines del miedo
- 1959 Sonate (Sonatas), regia Juan Antonio Bardem
- 1959 El hombre de la isla
- 1959 Ten Ready Rifles
- 1960 Trío de damas
- 1961 La ora cinci după-amiaza	(A las cinco de la tarde), regia Juan Antonio Bardem
- 1961 Viridiana, regia Luis Buñuel
- 1961 Hijo de Hombre
- 1961 La Mano en la trampa
- 1962 Eclipsa (L'eclisse), regia Michelangelo Antonioni
- 1962 Fra Diavolo
- 1963 The Reunion
- 1963 El conde Sandorf
- 1963 El diablo también llora
- 1963 Baladă pentru un bandit (Llanto por un bandido), r. Carlos Saura
- 1964 María Rosa
- 1965 Currito of the Cross
- 1965 Călugărița (La Religieuse), r. Jacques Rivette
- 1966 Le Streghe
- 1966 Road to Rocío
- 1967 Frumoasa zilei (Belle de Jour), regia: Luis Buñuel
- 1968 Cervantes
- 1968 El Che Guevara
- 1969 El largo día del águila
- 1969 Blood in the Bullring
- 1969 A Decent Adultery
- 1969 Simón Bolívar, regia Alessandro Blasetti
- 1970 Laia
- 1970 La Epopeya de Bolivar
- 1971 Goya, a Story of Solitude
- 1972 Nothing Less Than a Real Man
- 1972 La Leyenda del Alcalde de Zalamea
- 1972 Se rezolvă... amigo (Si può fare... amigo), Maurizio Lucidi
- 1973 The Guerrilla
- 1973 La otra imagen
- 1974 Tormento
- 1974 El buscón
- 1974 Death Will Have Your Eyes
- 1976 Las largas vacaciones del 36
- 1976 Deșertul tătarilor (Il deserto dei tartari), regia Valerio Zurlini
- 1976 Attenti al buffone
- 1976 Emilia... parada y fonda
- 1977 Sorcerer
- 1977 Yo soy mia
- 1978 Corleone
- 1978 Así como eres
- 1980 Nightmare City
- 1980 El gran secreto
- 1981 Reborn
- 1982 Sal Gorda
- 1982 La colmena
- 1983 Treasure of the Four Crowns
- 1983 Epílogo
- 1983 Escapada Final
- 1983 Truhanes
- 1985 Padre nuestro
- 1984 Luces de Bohemia
- 1984 Sfinții inocenți (Los santos inocentes), r. Mario Camus
- 1985 Marbella, un golpe de cinco estrellas
- 1985 La hora bruja
- 1985 Los paraísos perdidos
- 1976 Camorra: Contacto en Nápoles
- 1986 El disputado voto del señor Cayo
- 1986 El hermano bastardo de Dios
- 1986 Tiempo de silencio
- 1987 Divinas palabras
- 1988 Barroco
- 1988 Gallego
- 1989 Porumbelul alb (La Blanca Paloma), regia Juan Miñon
- 1989 ¡Átame!
- 1989 El aire de un crimen
- 1990 La taberna fantástica
- 1991 El hombre que perdió su sombra
- 1993 La Lola se va a los puertos
- 1995 El palomo cojo
- 1995 Así en el cielo como en la tierra
- 1995 Felicidades, Tovarich
- 1995 O sută și una de nopți (Les Cent et Une Nuits de Simon Cinéma), regia Agnès Varda
- 1996 Edipo alcalde
- 1997 Airbag
- 1997 Pequeños milagros
- 1997 Water Easy Reach
- 1997 Pequeños milagros
- 1997 Day and Night
- 1998 Un día bajo el sol
- 1998 El evangelio de las maravillas
- 1999 Goya en Burdeos
- 1999 Tú qué harías por amor
- 2000 Lázaro de Tormes
- 2000 Divertimento
- 2001 Dagon (2001; ultimul film înainte de a muri)

## Legături externe
- Francisco Rabal la Internet Movie Database